# Her Majesty
«Her Majesty» es una canción de la banda británica de rock, The Beatles, escrita por Paul McCartney (pero acreditada como Lennon/McCartney) que aparece en el álbum Abbey Road. Es el tema final del álbum y la canción más corta en duración de todo el catálogo de The Beatles. También es considerada como el primer ejemplo de "tema oculto" de la música rock ya que no aparecía listada en las primeras ediciones del LP de Abbey Road.

## Grabación
La canción fue grabada en tres tomas, el 2 de julio de 1969, antes de que los Beatles comenzaran a trabajar en "Golden Slumbers"/"Carry That Weight". McCartney cantó y al mismo tiempo tuvo un acompañamiento de guitarra acústica. La decisión de excluir el tema del medley de Abbey Road se hizo el 30 de julio.

## Estructura y ubicación
La canción fue originalmente colocada entre "Mean Mr. Mustard" y "Polythene Pam", McCartney decidió que la secuencia no funcionaría y la canción fue editada fuera del medley de Abbey Road Studios del operador de cinta John Kurlander. Fue instruido por McCartney de destruir la cinta, pero la política de EMI dijo que las canciones de los Beatles no serían eliminadas. Los catorce segundos de silencio entre "The End" y "Her Majesty" son el resultado de la conducción de cinta de Kurlander fuera del agregado a la canción por separado del resto de la grabación.
El acorde fuerte que se produce al comienzo de la canción es el final, que se graba, de "Mean Mr. Mustard". "Her Majesty" termina abruptamente debido a que su nota final propia se dejó al principio de "Polythene Pam". Paul elogió a Kurlander de "efecto sorpresa" y la canción se convirtió en el cierre involuntario del LP. El comienzo fue burdamente editado y el final de "Her Majesty" demuestra que no estaba destinado a ser incluido en la mezcla final del álbum, como dice McCartney en The Beatles Anthology "Típico de los Beatles, un accidente." En consecuencia, las partes originales del cierre del vinilo con una canción que termina abruptamente (siendo el otro I Want You (She's So Heavy)).
La versión en CD también imita a la original del LP con un largo silencio de 14 segundos después de "The End" donde a continuación comienza "Her Majesty" para cerrar el álbum.
Con sus 23 segundos de duración, "Her Majesty" es la canción más corta en el repertorio de los Beatles (en contraste al mismo álbum, "I Want You (She's So Heavy)", su canción más larga, aparte de "Revolution 9", una canción de vanguardia de ocho minutos, pieza de The White Album). La canción no fue incluida en la portada del disco de vinilo original, porque las portadas ya se habían impreso. Sí fue corregida posteriormente en CD. La canción comienza con un acorde fuerte y con un sonido fuerte de platillos de fondo.
En octubre de 2009, MTV Networks lanzó una versión descargable de la canción (así como todo el álbum) para el videojuego The Beatles: Rock Band que dio a los jugadores la posibilidad de tocar el último acorde que falta. Apple Corps accedió a esta y otras modificaciones de Harmonix Music Systems, que desarrolló el juego. La alteración obtuvo controversia entre algunos fanes que preferían cerrar sin resolver la versión grabada.

## Personal[4]
- Paul McCartney - Voz, guitarra acústica (1967 Martin D-28).

## Otras versiones
Esta canción tiene versiones de:
- Chumbawamba (con una duración de 1:48, incluyendo nuevas letras críticas a la Familia Real Británica y un nuevo puente)
- Peter Combe (con una duración de 2:19)
- Tok Tok Tok (con una duración de 0:22)
- Dave Matthews (con una duración de 0:29, incluyendo varias líneas de Come Together)
- Twilight Singers (con una duración de 0:27)
- The Low Anthem (con una duración de 0:29)
- Eddie Vedder representó la canción en vivo el 10 de abril de 2008 en el Teatro Arlington en Santa Bárbara, California, y en el 16 del mismo mes en el Teatro Spreckels en San Diego, California.
- Paul McCartney representó la canción en vivo desde los Jardines del Palacio de Buckingham en 2002 como parte de la celebración del Jubileo Dorado de Isabel II.
- El comediante Dennis Miller hizo una versión de esta canción al final de su especial de HBO "Black and White". Después de los créditos de la pantalla quedó en negro durante 14 segundos, y regresó con un recital de la canción antes de que el video terminara abruptamente.
- Furthur en el Best Buy Theater en Nueva York el 15 de marzo de 2011